# Travertini Acque Albule (Bagni di Tivoli)
Travertini Acque Albule (Bagni di Tivoli) este o arie protejată (arie specială de conservare — SAC, sit de importanță comunitară — SCI) din Italia întinsă pe o suprafață de 430 ha, integral pe uscat.

## Localizare
Centrul sitului Travertini Acque Albule (Bagni di Tivoli) este situat la coordonatele 41°56′50″N 12°44′22″E / 41.947222°N 12.739444°E.

## Înființare
Situl Travertini Acque Albule (Bagni di Tivoli) a fost declarat sit de importanță comunitară în iunie 1995 pentru a proteja un număr necunoscut de specii din flora spontană și fauna sălbatică aflate în arealul zonei. Situl a fost protejat și ca arie specială de conservare în mai 2019.

## Biodiversitate
Situată în ecoregiunea mediteraneană, aria protejată conține 4 habitate naturale: Mlaștini calcaroase cu Cladium mariscus și specii de Caricion davallianae, Pajiști carstice calcaroase sau bazofile, de Alysso-Sedion albi, Pseudostepă cu ierburi și specii anuale de Thero-Brachypodietea, Izvoare petrifiante cu formare de travertin (Cratoneurion).
La baza desemnării sitului se află un număr nedeclarat de specii protejate.
Pe lângă speciile protejate, pe teritoriul sitului au mai fost identificate 3 specii de plante.